# Javi Lara
Javier Lara Grande (Montoro, Córdoba, 4 de diciembre de 1985), conocido como Javi Lara, es un exfutbolista español que jugaba de centrocampista. Desde enero de 2025 es director deportivo de la U. D. Ibiza.

## Biografía
Formado en las categorías inferiores del Córdoba C. F., pasó por varios equipos de Segunda división B y tercera hasta que brilló con la R. S. D. Alcalá en la temporada 2008-09, año en el que lograron el ascenso a la Segunda División B. Esto le permitió dar el salto a la Segunda División después de firmar con el Elche C. F.
El 24 de junio de 2014 se hizo oficial su fichaje por la S. D. Eibar de cara a su estreno en la Primera División. Suyo fue el primer gol del club en la Primera División que sirvió para ganar a la Real Sociedad en la primera jornada.
Posteriormente se marchó al Atlético de Kolkata, equipo con el que ganó la Superliga de India y fue nombrado mejor jugador de la competición.
En el mercado de invierno de la temporada 2016-17 fue fichado por el Cordóba C. F. Luego jugó en la U. D. Ibiza, conjunto con el que logró el ascenso a la Segunda División tras vencer en la final del play-off de ascenso, disputada el 23 de mayo de 2021, al UCAM Murcia C. F. en el Nuevo Vivero, gracias a un gol de Ekain desde el punto de penalti. Un mes después renovó por una temporada para ser partícipe del estreno del club en la categoría.
Para la campaña 2022-23 se unió a la A. D. Alcorcón para tratar de devolver al club a la Segunda División. Lo logró y en los dos años que estuvo disputó 75 partidos en los que marcó tres goles. El siguiente paso en su carrera fue fichar por el Linares Deportivo para la temporada 2024-25. Esta no la completó ya que en el mes de enero decidió retirarse. Entonces regresó a la U. D. Ibiza para ejercer de director deportivo.

## Clubes
| Club                    | País   | Año       |
| ----------------------- | ------ | --------- |
| Córdoba C. F. "B"       | España | 2003-2004 |
| C. D. Villanueva        | España | 2004-2005 |
| Real Unión              | España | 2005-2006 |
| Écija Balompié          | España | 2006-2007 |
| U. D. Almería "B"       | España | 2007-2008 |
| R. S. D. Alcalá         | España | 2008-2009 |
| Elche C. F.             | España | 2009-2010 |
| C. D. Alcoyano          | España | 2010      |
| Valencia C. F. Mestalla | España | 2011      |
| Lucena C. F.            | España | 2011-2012 |
| C. D. Alcoyano          | España | 2012-2013 |
| S. D. Ponferradina      | España | 2013-2014 |
| S. D. Eibar             | España | 2014-2015 |
| Atlético de Kolkata     | India  | 2015-2016 |
| C. D. Tenerife          | España | 2016      |
| Atlético de Kolkata     | India  | 2016      |
| Córdoba C. F.           | España | 2017-2019 |
| U. D. Ibiza             | España | 2019-2022 |
| A. D. Alcorcón          | España | 2022-2024 |
| Linares Deportivo       | España | 2024-2025 |

## Palmarés

### Títulos nacionales
| Título             | Club                | País  | Año  |
| ------------------ | ------------------- | ----- | ---- |
| Superliga de India | Atlético de Kolkata | India | 2016 |

### Distinciones individuales
| Distinción                                    | Año  |
| --------------------------------------------- | ---- |
| Mejor centrocampista de la Superliga de India | 2016 |